# Episodi di Ringer
La prima e unica stagione della serie televisiva Ringer è stata trasmessa in prima visione assoluta negli Stati Uniti d'America da The CW dal 13 settembre 2011 al 17 aprile 2012.
In Italia la stagione è stata trasmessa in prima visione da Rai 2 dal 27 maggio al 22 luglio 2012. Per una scelta editoriale della rete, non c'è alcuna traduzione dei titoli originali degli episodi in lingua italiana, poiché Rai 2 ha concepito la messa in onda della serie come una sorta di unico film per la televisione di 22 episodi.
| nº | Titolo originale                                 | Prima TV USA      | Prima TV Italia |
| -- | ------------------------------------------------ | ----------------- | --------------- |
| 1  | Pilot                                            | 13 settembre 2011 | 27 maggio 2012  |
| 2  | She's Ruining Everything                         | 20 settembre 2011 | 27 maggio 2012  |
| 3  | If You Ever Want a French Lesson...              | 27 settembre 2011 | 3 giugno 2012   |
| 4  | It's Gonna Kill Me, But I'll Do It               | 4 ottobre 2011    | 3 giugno 2012   |
| 5  | A Whole New Kind of Bitch                        | 11 ottobre 2011   | 11 giugno 2012  |
| 6  | The Poor Kids Do It Everyday                     | 18 ottobre 2011   | 11 giugno 2012  |
| 7  | Oh Gawd, There's Two of Them?                    | 1º novembre 2011  | 17 giugno 2012  |
| 8  | Maybe We Can Get a Dog Instead                   | 8 novembre 2011   | 17 giugno 2012  |
| 9  | Shut Up and Eat Your Bologna                     | 15 novembre 2011  | 17 giugno 2012  |
| 10 | That's What You Get for Trying to Kill Me        | 29 novembre 2011  | 24 giugno 2012  |
| 11 | It Just Got Normal                               | 31 gennaio 2012   | 24 giugno 2012  |
| 12 | What Are You Doing Here, Ho-Bag?                 | 7 febbraio 2012   | 24 giugno 2012  |
| 13 | It's Easy to Cry When This Much Cash Is Involved | 14 febbraio 2012  | 1º luglio 2012  |
| 14 | Whores Don't Make That Much                      | 21 febbraio 2012  | 1º luglio 2012  |
| 15 | P.S. You're An Idiot                             | 28 febbraio 2012  | 1º luglio 2012  |
| 16 | You're Way Too Pretty to Go to Jail              | 6 marzo 2012      | 8 luglio 2012   |
| 17 | What We Have is Worth the Pain                   | 13 marzo 2012     | 8 luglio 2012   |
| 18 | That Woman's Never Been a Victim Her Entire Life | 20 marzo 2012     | 15 luglio 2012  |
| 19 | Let's Kill Bridget!                              | 27 marzo 2012     | 15 luglio 2012  |
| 20 | If You're Just An Evil Bitch Then Get Over It    | 3 aprile 2012     | 22 luglio 2012  |
| 21 | It's Called Improvising, Bitch!                  | 10 aprile 2012    | 22 luglio 2012  |
| 22 | I'm the Good Twin                                | 17 aprile 2012    | 22 luglio 2012  |

## Pilot
- Titolo originale: Pilot
- Diretto da: Richard Shepard
- Scritto da: Eric Charmelo e Nicole Snyder

### Trama

I personaggi principali della serie

Wyoming, Rock Springs. Bridget Kelly è una tossicodipendente dal passato torbido. La sua vita prende una svolta sensazionale quando, involontariamente, diviene l'unica testimone oculare di un efferato omicidio commesso dal malavitoso Bodaway Macawy. Nonostante la protezione offertale dal suo amico e agente dell'FBI Victor Machado, Bridget, consapevole del fatto che la sua vita è pericolosamente appesa a un filo, decide di non testimoniare al processo a carico di Macawy, che (naturalmente) viene scarcerato, e s'imbarca sul primo volo per New York. New York, East Hampton. A New York, Bridget ha l'occasione di ricongiungersi, dopo sei anni di silenzio e lontananza, con sua sorella gemella Siobhan (pronuncia Shi-vaun). Benestante e sposata da cinque anni col ricco uomo d'affari Andrew Martin, Siobhan vivrebbe quella che apparentemente ha tutta l'aria d'essere una vita da favola. La donna confessa a Bridget di non aver mai detto a nessuno di avere una sorella. Nel contempo, nel Wyoming, a Rock Springs, l'agente Machado, oramai al corrente della sua scomparsa misteriosa, è alla costante ricerca di Bridget. L'agente decide di porre qualche domanda a Malcolm, sponsor e amico di vecchia data di Bridget. L'uomo, segretamente innamorato della donna, risponde di non sapere nulla della sua scomparsa improvvisa. Negli East Hampton, intanto, Siobhan e Bridget hanno deciso di concedersi una rilassante gita in barca per stare un po' da sole. Qualche momento dopo, Siobhan scompare misteriosamente, portando Bridget a credere che sua sorella si sia suicidata, tuffandosi nelle profondità marine. Anche se inizialmente sconvolta dall'accaduto, Bridget deve poi ammettere a sé stessa che per lei, la scomparsa improvvisa di Siobhan, potrebbe essere una buona opportunità per incominciare una nuova vita, lontana dalla miseria e soprattutto dalla furia vendicativa di Macawy, che la vuole morta. Bridget decide di raccontare tutto a Malcolm che, in pensiero per lei, in un primo momento si offre di andare a prenderla. Bridget, per tutta risposta, riaggancia al telefono. Incominciando questa farsa, Bridget non solo scopre che il matrimonio di Siobhan e Andrew è tutto una farsa, ma anche che, quando era in vita, Siobhan intratteneva una relazione sentimentale con Henry, il marito della sua migliore amica Gemma. Proseguendo nella sua recita, Bridget scopre anche che i rapporti che Siobhan ha con Juliet, la figlia di Andrew, tornata ora dal collegio femminile in cui era stata mandata, non sono assolutamente dei migliori. Riceve una telefonata di Gemma, perennemente cimentata nella ricerca all'amante del marito, che le chiede di incontrarla al loft, un attico acquistato da Siobhan e Andrew. Bridget si reca al loft e qui ha un incontro ravvicinato con un uomo in passamontagna e armato di piede di porco che sembra intenzionato a ucciderlo. Dopo una breve colluttazione, Bridget uccide il sicario. Frugando nelle sue tasche, rinviene la foto di sua sorella Siobhan. Bridget, che credeva di essere al sicuro nella vita di Siobhan, scopre di essere nuovamente in pericolo. A Parigi, la vera Siobhan, viva e vegeta, riceve una telefonata.
- Ascolti USA: telespettatori 2 840 000 – rating 1,2[5]
- Ascolti Italia: telespettatori 2 260 000 – share 9,26%[6]

## She's Ruining Everything
- Titolo originale: She's Ruining Everything
- Diretto da: Rob Bailey
- Scritto da: Eric Charmelo e Nicole Snyder

### Trama
Dopo aver ucciso l'uomo nel loft, Bridget cerca conforto e aiuto in Malcolm il quale le consiglia di vedersi a metà strada, riuscendo a convincere la ragazza che, prima di raggiungerlo, vuole sistemare la situazione. Nella sua nuova vita, Bridget si trova di fronte ai problemi con l'agente Machado, che non si fida della donna e delle parole dette riguardo al rapporto con la sorella e, ora, si trova costretta a partecipare a un evento da Shioban organizzato, per aiutare Andrew. Quando le cose però sembrano essere risolte e Bridget prova ad andare in aeroporto, riceve una chiamata di Andrew che la informa che l'evento si svolgerà nel loft, dove lei ha nascosto il corpo. Terrorizzata, corre indietro dove, grazie a un baule abbastanza grande da contenerlo, la festa va per il meglio. Durante la serata, Bridget si accorge di Olivia, la collega di Andrew che, però, ha strani atteggiamenti sia con lui sia con lei e, come se non bastasse, la ragazza deve aiutare l'amica Gemma con i problemi nati nel suo matrimonio, a causa della stessa Shioban.
Quando ormai la serata sembra finita e tutti sono tornati a casa, Bridget ha un intenso resoconto della serata con Andrew, colpito dalla nuova Shioban. Mentre tutti stanno dormendo, Bridget decide di raggiungere Malcolm ma, mentre sta per uscire, trova Juliet in bagno che, nonostante l'astio tra loro, chiede il suo aiuto così, dopo un flashback di lei e sua sorella, Bridget aiuta la ragazza, ignara della presenza di Andrew, felice di vederle insieme.
Intanto, a Parigi, Shioban prova a ritirare dei soldi da un suo fondo fiduciario che, però, è stato chiuso in quanto Bridget ha prelevato tutto. Infuriata, fa una telefonata per informare dell'accaduto e del fatto che la sorella sta rovinando tutto.
Intanto, dopo aver avvertito Malcolm che non potrà partire, Bridget scopre che qualcuno ha tolto il corpo dal baule.
- Ascolti USA: telespettatori 1 940 000 – rating 0,9[7]
- Ascolti Italia: telespettatori 1 959 000 – share 9,16%[6]

## If You Ever Want a French Lesson...
- Titolo originale: If You Ever Want a French Lesson...
- Diretto da: Allan Arkush
- Scritto da: Hank Chilton

### Trama
Dopo la scomparsa a dir poco misteriosa del sicario ucciso da Bridget, quest'ultima ha nuovamente tentato di chiedere aiuto a Malcolm, il quale però è stato rapito dagli uomini di Bodaway Macawy, che vuole scoprire a ogni costo dove si stia nascondendo Bridget. Ma vista la resistenza di Malcolm, il malavitoso Macawy decide di drogare forzatamente l'uomo, mandando quindi in frantumi
i suoi difficoltosi anni di astinenza dall'eroina.
Bridget, intanto, tenta di risalire al mandante del killer che tentò di ucciderla giorni prima, pensando in un primo momento ad Andrew. Successivamente, grazie alla migliore amica di Siobhan, Gemma Butler, Bridget capirà che Andrew è assolutamente innocente; e la donna si scoprirà vogliosa di incominciare tutto da capo con lui.
Nel contempo, Henry, marito di Gemma, vuole ritirare l'investimento fatto con la Martin/Charles, la società di Andrew. Ma grazie a un imbroglio di Olivia Charles, socia in affari di Andrew, Henry tornerà sui suoi passi.
Lo stesso Henry, rimasto solo a scrivere il suo romanzo, riceverà una chiamata muta: dall'altro lato del telefono è la vera Siobhan Martin a chiamare, che, dopo essersi spacciata Cora Farrel con un uomo, si è scoperta incinta di lui.
- Ascolti USA: telespettatori 1 980 000 – rating 0,9[8]
- Ascolti Italia: telespettatori 2 010 000 – share 9,58%[9]

## It's Gonna Kill Me, But I'll Do It
- Titolo originale: It's Gonna Kill Me, But I'll Do It
- Diretto da: Jean de Segonzac
- Scritto da: Cathryn Humphris

### Trama
Stanca degli incubi che la tormentano, Bridget decide di andare negli Hamptons dove, approfittando del suo compleanno, la raggiunge anche Andrew insieme a Gemma e Henry. Mentre gli uomini passano del tempo insieme, tra i flashback di un passato felice, Bridget ricorda i suoi compleanni e le promesse fatte insieme a Shioban, mentre Gemma viene sorpresa dall'agente Machado, sempre sulle tracce della fuggitiva, che le parla della gemella della donna. Sconvolta, Gemma chiede spiegazioni a Shioban, ignara della sua reale identità che, fortunatamente, riesce a inventare una storia per non far fare domande all'amica.
Mentre a Parigi la vera Shioban si avvicina sempre di più a Tyler per perseguire il suo scopo, negli Hamptons la festa ha inizio ma, durante la serata, qualcosa va storto e Gemma ascolta una conversazione tra il marito e l'amica che rivela la relazione tra Shioban ed Henry. Sconvolta, la donna si rifugia in casa dove però, viene seguita da Bridget. La donna, realmente preoccupata per la nuova amica, viene fermata dall'agente Machado che, ancora, sta investigando grazie anche a nuove prove. Ancora una volta, Bridget riesce a scamparla e a raggiungere così l'amica. Gemma, credendola Shioban, la schiaffeggia e la insulta per quanto le ha fatto ma, in preda alla disperazione, Bridget decide di dirle la verità.
- Ascolti USA: telespettatori 1 500 000 – rating 0,6[10]
- Ascolti Italia: telespettatori 2 010 000 – share 9,58%[9]

## A Whole New Kind of Bitch
- Titolo originale: A Whole New Kind of Bitch
- Diretto da: Janice Cooke
- Scritto da: Shintaro Shimosawa

### Trama
In seguito alla confessione di Bridget, Gemma, inizialmente incredula, se ne va sconvolta non dicendo niente a nessuno. Preoccupati dalla scomparsa improvvisa della donna, Andrew, Henry e Bridget stessa, cominciano a cercarla, invano fino a quando, tornando a casa, Henry trova proprio lì la moglie che, arrabbiata, non racconta niente al marito.
A casa intanto, Andrew e Bridget trovano Juliet in condizioni disastrose: la ragazza ha organizzato una festa a base di alcol e droghe durante la quale, perdendo il controllo della situazione, ha rotto molte cose in casa e combinato diversi guai. La ragazza, ripresa dal padre, decide di fargliela pagare a Bridget e, trovando uno strano foglio, la segue scoprendo che la donna è andata a un centro per alcolisti anonimi. Bridget infatti, ignara della presenza della ragazza, riprendendo la sua vera vita, decide di avvicinarsi a un possibile nuovo sponsor, Charlie, visto che Malcom non le risponde.
Gemma nel mentre, continuando le sue ricerche, si trova a un nuovo faccia a faccia con Shioban e, questa volta, scopre veramente che quella è Bridget. Dopo aver parlato, la donna, invece di aiutare la nuova amica, decide di ricattarla per avere un tornaconto nel divorzio con Henry.
La sera, durante la cena, Juliet espone il problema di Shioban la quale, girando la situazione dalla sua parte, le dice che si trovava lì per lei ma Andrew, sorpreso dall'interessamento della donna, informa Juliet che la sua punizione sarà la scuola pubblica. Conclusa la cena, Bridget, sommersa dai ricordi, decide di recarsi all'appuntamento con Henry ma, invece di sottostare al gioco di Gemma, racconta tutto all'uomo così, mentre poco dopo Bridget corre insieme ad Andrew a "salvare" Juliet con la quale riesce finalmente a instaurare un buon rapporto, Gemma, scoperto che la donna non ha rispettato i patti, chiama Andrew, in preda alla disperazione. L'uomo, preoccupato, si reca a casa sua dove apre Henry dicendogli che Gemma non è in casa. Preoccupato, Andrew torna da Bridget raccontandole l'accaduto mentre a casa, Henry fissa le pareti sporche di sangue e un vaso a terra rotto.
- Ascolti USA: telespettatori 1 710 000 – rating 0,7[11]
- Ascolti Italia: telespettatori 1 499 000 – share 6,08%[12]

## The Poor Kids Do It Everyday
- Titolo originale: The Poor Kids Do It Everyday
- Diretto da: Jerry Levine
- Scritto da: Robert Doherty

### Trama
Henry decide di ripulire casa e gettare tutte le prove che lo riconducano a lui e, mentre tutti stanno cercando di entrare in contatto con Gemma, riesce a incontrare Bridget e a raccontarle tutto, incolpandola della scomparsa e presunta morte di Gemma. La donna però, sconvolta anche dai racconti dell'uomo, se ne va preoccupata per quanto sta accadendo. In preda al panico e costretta a resistere a tutte le droghe che Juliet ha deciso di buttare, affidandole a lei, chiama Charlie per evitare il peggio. Una volta risolto il problema delle droghe, Bridget decide di aiutare Henry ma, in realtà, dopo aver appurato dove l'uomo abbia nascosto le prove, fa una chiamata anonima per denunciarlo e così, mentre la polizia porta in questura l'uomo, Bridget decide di accettare la proposta di Charlie, facendolo diventare il suo nuovo sponsor.
Intanto, Malcolm cerca di resistere il più possibile alle torture inflittegli da Macawi ma, messo ormai a dura prova, decide di parlare. Ormai però, la sua scomparsa non è più ignorata e, l'agente Machado insieme a un suo collega, comincia a indagare e a ricollegare proprio Macawi alla scomparsa. Dopo una prima visita al suo locale però, l'agente torna nuovamente sul posto con un mandato ma ormai è troppo tardi: l'uomo ha portato via tutto, Malcolm compreso.
Intanto, Bridget è tranquilla nella sua vita mentre Juliet inizia la sua nuova vita nella scuola pubblica. Le cose non vanno molto bene in quanto Tessa, la bulla della scuola, la prende sotto mira scatenando una rissa con la ragazza. La preside però, costretta a chiamare anche Andrew, è contro la ragazza così come il padre stesso. Sconvolta dalla reazione del padre, Juliet comincia a piangere e a sfogarsi con il professor Carpenter il quale, conoscendo Tessa e credendo a Juliet, decide di aiutarla testimoniando a suo favore.
Henry intanto, è ancora sotto accusa quando, il suo interrogatorio, finisce improvvisamente. L'agente incaricata del suo interrogatorio infatti, ha ricevuto delle risposte che la portano a chiamare l'agente Machado. L'uomo, aggiornato dalle notizie della collega, chiama Bridget informandola che, sulla scena del crimine, sono state ritrovate le impronte della sorella. Bridget, infatti, nel sistemare le cose, ha volutamente lasciato le proprie impronte per portare avanti il suo piano.
A Parigi intanto, Shioban riceve una chiamata che la informa che la "situazione Gemma" è stata risolta.
- Ascolti USA: telespettatori 1 810 000 – rating 0,8[13]
- Ascolti Italia: telespettatori 1 499 000 – share 6,08%[12]

## Oh Gawd, There's Two of Them?
- Titolo originale: Oh Gawd, There's Two of Them?
- Diretto da: Eric LaSalle
- Scritto da: Pam Veasey

### Trama
In seguito alle prove che incastrano Bridget, la polizia e l'FBI decidono di convocare per un interrogatorio Henry, fatto passare dalla stampa come unico e principale sospettato, la stessa Shioban e anche Andrew. Durante l'interrogatorio, mentre Bridget viene sottoposta a una serie di domande dall'agente Machado, a Henry e Andrew viene mostrata una foto, nella quale riconoscono Bridget Kelly.
La sera prima infatti, Bridget per portare avanti il suo piano, aveva raccontato a entrambi dell'esistenza di Bridget, per evitare nuovi sospetti da parte degli agenti.
Per rendere ancora più credibile tutto il suo piano, Bridget, ulterioriermete torchiata dall'agente Machado anche per il fatto che, proprio ora, ha deciso di parlare di Bridget con i due uomini, fa ascoltare all'agente un messaggio lasciatole da Bridget nel quale le dice di essersene andata. La donna, infatti, prima di andare all'interrogatorio, si era mandata il messaggio da un altro telefono. Finito l'interrogatorio, Bridget scopre della scomparsa di Malcolm il quale, intanto, è riuscito a fuggire e a depistare gli uomini di Macawi.
Preoccupata per Gemma, Bridget decide di chiedere aiuto a Charlie che, oltre a essere suo amico/sponsor, è anche un ex agente. Dopo qualche titubanza, l'uomo decide di accettare e di aiutare la donna la quale, non dando molte informazioni, dà direttive ben precise all'amico.
La sera, è il momento di andare alla festa di inaugurazione organizzata da Gemma e, tra i flash dei giornalisti in cerca di scoop, Henry riesce ad andarsene quando Bridget, tra la gente, riconosce Malcolm e, alla sua vista, ha uno svenimento.
Intanto Andrew, dopo aver ricevuto una chiamata dal professor Carpenter, accorre da Juliet che, per non far guidare la sua amica ubriaca, nonostante non avesse la patente, ha guidato lei la macchina, finendo con il fare un incidente. Su tutte le furie, Andrew decide di punire la ragazza togliendole ogni forma di denaro. Sistemata la figlia, Andrew corre in ospedale da Bridget, portata lì dallo stesso Malcolm. In ospelale, per accertamenti, decidono di fare un'ecografia per sincerarsi della salute del feto.
Intanto Charlie, come da istruzioni di Bridget, è arrivato all'aeroporto dove trova la macchina di Gemma e, aprendola, vi trova del sangue. Ripulito il tutto, l'uomo fa una chiamata, alla vera Shioban. Mentre Charlie racconta i dettagli degli ultimi avvenimenti a Shioban, in un flashback si vede come, quella sera, fu lui ad aggredire Gemma. Shioban, sinceratosi che tutto sta procedendo per il meglio, chiude la conversazione con l'alleato.
- Ascolti USA: telespettatori 1 800 000 – rating 0,8[14]
- Ascolti Italia: telespettatori 1 551 000 – share 8,23%[15]

## Maybe We Can Get a Dog Instead
- Titolo originale: Maybe We Can Get a Dog Instead
- Diretto da: Nathan Hope
- Scritto da: Jay Faerber

### Trama
L'ecografia fatta in ospedale risolve il problema della gravidanza di Bridget la quale, a questo punto, inscena un aborto spontaneo. Dopo la perdita del bambino però, tra Andrew e Bridget torna una forte tensione che ha ripercussioni anche sul lavoro di Andrew tanto da portarlo a licenziare un suo vecchio collega. Al suo posto, Andrew assume Tyler, occupato a Parigi con Cora (la vera Shioban) che, per l'occasione, torna a New York per incontrare di persona il capo.
Bridget, intanto, incontra nuovamente Malcolm il quale omette i dettagli della detenzione sotto Macawi. L'indomani però, Bridget dà un nuovo appuntamento all'uomo durante il quale però, è costretta dall'agente Machado a indossare un microfono. Solo dopo, la donna scoprirà la realtà dei fatti ma, nel tentativo di aiutare l'amico, fallirà a causa dei suoi problemi personali. Oltre al problema Malcolm intanto, Bridget deve affrontare anche le accuse di Henry dovute all'aborto e, ancora, alla situazione in famiglia. Per cercare di rimediare almeno al rapporto con Andrew, Bridget si reca alla cena di lavoro da lui organizzata durante la quale, Tyler rimane sconvolto nel vederla, scambiandola per la sua Cora. Arrabbiato con lei, Tyler chiama Cora per lasciarla, facendo così capire alla vera Shioban che il suo capo è proprio suo marito.
Rientrando in casa, Bridget e Andrew trovano sotto casa ad aspettarli Malcolm che, in cerca di aiuto, trova pronti i due a non lasciarlo solo, tanto che, dopo la notte passata al sicuro con loro, Bridget decide di presentare Malcolm a Charlie.
Intanto, anche Juliet cerca di superare la perdita del bambino e si avvicina molto al professor Carpenter il quale, costretto da qualcosa che li lega, cambia classe alla ragazza che, non dandosi per vinta, entra in un gruppo da lui gestito.
- Ascolti USA: telespettatori 1 750 000 – rating 0,7[16]
- Ascolti Italia: telespettatori 1 551 000 – share 8,23%[15]

## Shut Up and Eat Your Bologna
- Titolo originale: Shut Up and Eat Your Bologna
- Diretto da: Scott White
- Scritto da: Bob Berens

### Trama
Le cose tra Bridget e Andrew vanno sempre meglio tanto che Malcolm cerca di far tornare l'amica con i piedi per terra e non farle perdere di vista l'obiettivo: scoprire chi e perché voleva uccidere sua sorella. Così, Bridget decide di riprendere le ricerche che, questa volta, la conducono dalla psicologa di Shioban. Chiamando per un appuntamento, Bridget si presenta da lei dove, con sorpresa, scopre che sua sorella prendeva degli antidepressivi non per depressione bensì per paranoia.
Intanto, Andrew ha qualche screzio sul lavoro con Olivia la quale vorrebbe sfruttare Henry per arrivare a suo suocero, facoltoso uomo che porterebbe alle stelle la reputazione della loro società. L'uomo però, parlando poi anche con Bridget, la quale si è resa conto di essersi innamorata di lui, conferma a Olivia di non volere tra i suoi clienti, il suocero dell'amico.
Charlie, lasciato Malcolm a casa sua, si reca in un'altra casa dove, nello scantinato, tiene Gemma. Chiamando poi la vera Shioban, l'uomo la informa che ha di nuovo la pistola che, sei mesi prima, un poliziotto da lui ingaggiato le aveva dato.
Malcolm intanto, comincia a dubitare dell'uomo e, scovando una chiave di un armadietto, vi ci trova una lettera indirizzata a un certo John.
Bridget, per capire cosa impaurisse sua sorella, si reca in chiesa dove, nella canonica, e con sorpresa, trova Charlie a bere e, scoperto che si chiama John, conferma i dubbi di Malcolm che, ora, vuole scoprire che cosa si nasconde nell'altro appartamento. Così, mentre Bridget attira Charlie in un bar, Malcolm va nell'altro appartamento dove sta per trovare Gemma quando, purtroppo, Bridget lo chiama per informarlo che l'uomo sta tornando a casa.
Charlie, lasciata Bridget, chiama la vera Shioban per informarla che sua sorella dubita di lui.
- Ascolti USA: telespettatori 1 830 000 – rating 0,7[17]
- Ascolti Italia: telespettatori 1 551 000 – share 8,23%[15]

## That's What You Get for Trying to Kill Me
- Titolo originale: That's What You Get for Trying to Kill Me
- Diretto da: Stuart Gillard
- Scritto da: Eric Charmelo & Nicole Snyder

### Trama
Bridget è preoccupata per Malcom ma, sentendo la voce dell'amico che, non solo è riuscito a uscire dall'appartamento ma è riuscito anche a prendere il cellulare, la rincuora molto. Nello stesso istante, Charlie si sente braccato e ne parla con Shioban che, intanto, sta escogitando un nuovo piano per controllare la storia con Tyler a Parigi e tenere a freno gli impulsi di Charlie che, stanco, vuole fare di testa sua.
La mattina seguente, è il giorno del sesto anniversario di Shioban e Andrew e l'uomo ha pianificato tutta la giornata ancora più motivato dal "ti amo" che, dopo tanto, si sono ridetti. L'atmosfera viene però scossa da Malcolm che informa Bridget che, il cellulare (trovato in casa di John/Charlie), non è di Charlie bensì di Gemma. Capendo quindi che dietro il rapimento c'è l'uomo, Bridget corre da Henry il quale però, non le crede, mentre Malcolm convince gli agenti a ispezionare casa di Charlie il quale però, ha ben nascosto e sistemato tutto. Insospettiti dalla vicenda, i poliziotti si recano nuovamente da Malcolm che viene portato in questura per un nuovo interrogatorio.
Intanto, Charlie avendo capito tutto, va da Andrew dove, rimasto solo con Bridget, la minaccia chiedendole un riscatto per Gemma. Uscendo dal palazzo, l'uomo incrocia Henry che, però, non riesce a seguirlo. Scossa più che mai, Bridget torna a casa per racimolare i soldi per pagare l'uomo quando Andrew, rientrando, capisce che qualcosa non va e, scoperto tutto, decide di aiutarla dandole per la caparra l'anello che aveva comprato per lei. Arrivati sul luogo dell'appuntamento però, qualcosa va storto: Charlie infatti, ha visto fuori dalla stazione, dei poliziotti e, dopo aver sparato a Gemma, se ne va lasciando soli Bridget e Andrew che si trovano faccia a faccia con gli agenti.
Scappato dalla stazione, Charlie si nasconde al suo posto segreto quando, aprendo il cofano viene colpito da Gemma, ancora viva. Dopo una lotta tra i due, che culmina nel momento in cui Charlie confessa alla donna che il mandante di tutto è la vera Shioban, ancora viva, l'uomo uccide Gemma. Poco dopo, mentre sta nascondendo il corpo, Charlie viene sorpreso dalla vera Shioban che, stanca di lui, lo uccide.
Intanto, tornato nel Wyoming, Machado si trova di fronte l'omicidio della sua informatrice e, indagando al caso, si confessa con un suo collega informandolo che, nella sua squadra c'è una talpa. Attirato con l'inganno in un luogo isolato, lo stesso agente prova a uccidere Machado che, però, si era fatto scortare.
A scuola, Juliet è sempre più presa dal professor Carpenter tanto da avvicinarsi a lui con la scusa della raccolta differenziata. L'uomo però, capendo che la ragazza sta cercando di flirtare con lui, rimane solo nella stanza per chiarire i fatti. La sera, in lacrime, Juliet confessa a una sua amica che il professore l'ha violentata.
Ignari dei problemi della figlia, Andrew e Bridget sono con Malcolm sulla loro terrazza quando, mentre Shioban vaga tranquilla per New York, la polizia li informa di aver ritrovato i corpi di Charlie e Gemma.
- Ascolti USA: telespettatori 1 600 000 – rating 0,6[18]
- Ascolti Italia: telespettatori 781 000 – share 3,25%[19]

## It Just Got Normal
- Titolo originale: It Just Got Normal
- Diretto da: Jeff T. Thomas
- Scritto da: Cathryn Humphris

### Trama
Shioban è in piedi dietro a Bridget che, sotto la doccia, non percepisce la presenza della sorella.
2 GIORNI PRIMA: dopo aver ucciso Charlie, Shioban torna in città dove, grazie anche all'aiuto di Tyler, vuole impossessarsi di alcuni documenti di Andrew. Come prima cosa però, tra i suoi impegni c'è Henry: la donna, infatti, innamorata ancora di quello che era il suo amante, vorrebbe chiarire con lui il quale, dopo un'iniziale esitazione, acconsente a dedicarle un po' del suo tempo.
Intanto Bridget, dopo aver aiutato Malcolm e Andrew allo stesso tempo per un lavoro, facendoli collaborare, decide di impiegare il suo tempo con Greer, moglie di Jeff (amico di Andrew) per un'asta di beneficenza per la scuola di Juliet e, soprattutto, per capire cosa fosse successo di tanto grave tra lei e sua sorella.
Juliet intanto, mantiene ancora in piedi la farsa dell'abuso sessuale subito da parte del professor Carpenter.
Henri, dal canto suo, non arrendendosi alla morte della moglie, parla con Machado il quale, a sua volta, vuole capire quale sia la verità e cosa c'entri in tutti ciò Bridget.
Shioban intanto, riesce a intrufolarsi in casa sua dove, evitando di farsi vedere sia da Andrew sia da sua sorella, riesce a prendere i documenti che le servivano ma, gelosa del rapporto che si è instaurato tra Bridget e il suo Andrew, dopo averla spiata dalla doccia, le ruba l'anello che Andrew le ha regalato. Nel mentre però, non è riuscita a presentarsi all'appuntamento con Henri.
La sera, è il grande momento dell'asta: tutto sembra andare per il meglio quando però, Henri, stanco delle prese in giro di Shioban, si presenta da lei facendole una scenata, che non sfugge allo sguardo di Greer. Rimaste sole, la donna confessa a Bridget di averla odiata per la sua relazione con Henri e, grazie alle sue parole, Bridget riesce a collegare il messaggio di Charlie delle peonie a un hotel.
Juliet intanto, evita la festa ma, costretta dal padre, si mostra al party e, per alleviare il peso della serata, finisce per ubriacarsi e per fare una scenata proprio al professor Carpenter. Bridget, preoccupata per la figliastra, parla con lei e, messa al corrente dell'abuso sessuale, fa una scenata al professore mandandolo via. Ora, la ragazza, è ancora più furiosa perché tutti sanno quanto successo tra lei e il professore.
Mentre Henri è a sporgere denuncia, Bridget controlla l'hotel peonia, scoprendo che non solo ha una sede a Boston, ma anche a Parigi.
Shioban intanto, si è presentata Henri e, chiedendogli scusa per quanto successo e confessandogli il suo amore, non sa ora come rispondere alle domande dell'uomo riguardo alla sua identità.
Machado scopre che Charlie, negli Hamptons, non aveva un appuntamento con Bridgette, bensì con Shioban.
- Ascolti USA: telespettatori 1 400 000 – rating 0,6[20]
- Ascolti Italia: telespettatori 781 000 – share 3,25%[19]

## What Are You Doing Here, Ho-Bag?
- Titolo originale: What Are You Doing Here, Ho-Bag?
- Diretto da: Jerry Levine
- Scritto da: Hank Chilton

### Trama
Dopo la vicenda con il professor Carpenter, Juliet decide di chiamare sua madre Catherine per avere il suo sostegno.
Intanto Bridget continua a fare le sue ricerche riguardo a sua sorella che la portano verso strade sempre più inaspettate: Bridget infatti, entrata in contatto con l'Hotel Peonia di Parigi, scopre che qui sua sorella ha usato lo pseudonimo di Cora Farell e che, inoltre, non era sola bensì con Tyler Bennet, capendo così il perché di quella scenata durante il loro primo incontro. Chiamandolo, l'uomo da un nome alla donna, "Solomon", convinto di parlare con Shioban.
Shioban intanto, vende l'anello di sua sorella per ricavare dei soldi per un documento falso con il quale partire per Parigi. Le cose però non vanno come previsto in quanto Henri, sospettoso nei suoi riguardi, la segue per poi consegnarla a Machado, convinto che in realtà sia Bridget. I riscontri fatti da Machado però, risulteranno non compatibili così da scagionare ulteriormente Shioban.
Andrew nello sporgere denuncia contro il professor Carpenter viene bloccato da un video fatto dalla sorveglianza interna della scuola dove si vede chiaramente che fu Juliet a provarci con il professore. Alla vista di quel video, Catherine urla contro la figlia perdendo così tutta la sua fiducia in lei e, dopo un'ulteriore scenata, Andrew si trova costretto a cacciarla.
Bridget intanto, scopre che "Solomon" è un anagramma riuscendo così a identificare il reale nome e, scoprendo ancora, che nel periodo della sua udienza contro Macawi Shioban era nel Wyoming.
Tessa va a trovare Juliet e le dice che anche lei è stata violentatatd dal professor Carpenter.
 Machado intanto, prova a far leva su Jimmy Kemper il quale però, dopo aver fornito una falsa testimonianza riguardo agli omicidi imputati a Macawi, chiede proprio a quest'ultimo di aiutarlo a uscire dalla prigione in cambio di Bridget Kelly.
Shioban, stanca di dover mentire a Henri, lo mette di fronte alla realtà: dopo avergli mostrato sua sorella, gli confessa tutto e anche di essere ancora incinta del loro bambino.
- Ascolti USA: telespettatori 1 180 000 – rating 0,5[21]
- Ascolti Italia: telespettatori 781 000 – share 3,25%[19]

## It's Easy to Cry When This Much Cash Is Involved
- Titolo originale: It's Easy to Cry When This Much Cash Is Involved
- Diretto da: Guy Bee
- Scritto da: Shintaro Shimosawa, Eric Charmelo & Nicole Snyder

### Trama
Con l'aiuto di Solomon, Bridget ripercorre la strada di Shioban che la riportano al giorno in cui si incontrarono. Durante le tappe, Bridget scopre che la sorella aveva uno studio segreto dove trova una strana chiave e, girando nella stanza, non si accorge che nascosta dietro a una porta c'è proprio sua sorella. Continuando con i luoghi visitati da Shioban, Bridget arriva a una caffetteria dove scopre che, nonostante le sue parole, Shioban non l'aveva perdonata. Sconvolta, continua a farsi portare da Solomon nei luoghi di Shioban che, con sorpresa, scopre la passione della sorella per il tiro al poligono: qui Bridget scopre che Shioban era amica di John Delario, cosa che le fa pensare di avere ancora qualcuno che vuole ucciderla.
Shioban intanto, racconta la sua versione dei fatti a Henri rigirandogli tutta la realtà, anche quando l'uomo scopre l'esistenza di Tyler. A sua volta, Shioban racconta a Tyler che Henri è suo fratello, per poter continuare ad averlo dalla sua parte.
Henri intanto, ricattato da Olivia, è costretto a organizzare un incontro tra suo suocero Tim e la donna alla fine del quale, Tim si deciderà a investire nell'azienda di Andrew.
Il processo contro il professor Carpenter ha inizio e tutto va per il meglio fino a quanto Tessa confessa a Juliet di aver inventato tutto. Facendo cadere tutte le accuse, il professor Carpenter chiede allora un risarcimento per diffamazione che, Andrew, dopo aver parlato con Bridget, decide di accettare. Finita tutta la storia, Juliet festeggia con Tessa in una camera d'albergo quando arriva anche il professor Carpenter: i tre erano d'accordo sin dall'inizio per truffare Andrew e rubargli parecchi soldi.
Shioban, volendo riprendere la chiave presa da Bridget, torna a casa sua dove incontra Andrew il quale nota una differenza nella donna, che svanirà subito dopo quando incontrerà Bridget. Quest'ultima, preoccupata per la sua incolumità, assume Solomon come sua guardia del corpo e, insieme, scoprono che nello studio una donna la stava spiando.
Tyler a Parigi, fa una strana chiamata per denunciare delle incongruenze nella sua azienda.
In una stanza d'albero, Shioban si incontra con Henri al quale racconta il suo piano per divorziare da Andrew senza perdere alcun soldo. L'uomo di contro, le confessa di aver fatto investire suo suocero nell'azienda di suo marito. Sconvolta, la donna fa ascoltare un audio all'uomo che, come lei, ne rimane scioccato.
- Ascolti USA: telespettatori 1 100 000 – rating 0,4[22]
- Ascolti Italia: telespettatori 926 000 – share 4,58%[23]

## Whores Don't Make That Much
- Titolo originale: Whores Don't Make That Much
- Diretto da: Janice Cooke
- Scritto da: Robert Doherty

### Trama
Bridget torna nell'ufficio della sorella insieme a Malcolm ma qui, una volta messo al corrente di tutto, i due trovano l'ufficio completamente deserto.
Tessa arriva a scuola con un'auto nuova e Juliet, preoccupata per il comportamento della ragazza, chiede aiuto al professor Carpenter che, tranquillizzandola, le dice che ci penserà lui.
Intanto, Andrew incontra Catherine la quale, vista la situazione della figlia, chiede all'ex marito di portare con sé la figlia a Miami ma Andrew, turbato dalla richiesta, nega l'affidamento alla donna. Shivette, inizialmente d'accordo con Andrew, rivivendo in alcuni flashback la morte di Sean causata da un incidente in macchina mentre lei e il piccolo erano con Dylan (il padre del bambino), di nascosto da Shioban, capisce che non è la più affidabile delle madri e così, consiglia ad Andrew di mandare sua figlia con la vera madre.
Continuando intanto le ricerche riguardo ai vari indizi sulla vita di Shioban, Bridget arriva all'indirizzo trovando su un post-it nell'ufficio e scopre che appartiene alla nonna di Sean. L'indomani, a casa, Shivette riceve la visita di Dylan il quale, su tutte le furie, le dice di stare lontana da sua madre e, di risposta, tra un misto di emozioni di Bridget e Shioban, la donna lo caccia malamente. La sera però, solo grazie a Malcolm Bridget evita di fare stupidaggini a casa dell'uomo, ora felicemente sposato e con una figlia.
Nel frattempo, Juliet ha scoperto che Tessa è stata ferocemente aggredita e ora si trova in coma farmacologico. Sconvolta, la ragazza rimane terrorizzata quando scopre che tutti i soldi, nascosti da Tessa sotto al letto, sono spariti: solo lei e il professor Carpenter sapevano del suo nascondiglio. A casa, sentendo la figlia in lacrime, Andrew capisce che Juliet sarebbe anche ben disposta a cambiare aria per un po' ma, appoggiato da Bridget, decide di non lasciar vincere così facilmente la sua ex moglie.
Intanto, spinto da Shioban, Henry ritira tutti i soldi depositati nella società di Andrew dove conosce anche Malcolm. Una volta informata Shioban della cosa, la donna gli ordina di tenere d'occhio Malcolm che, inizialmente, rifiuta di aiutarlo con un problema al computer ma quando vede il portachiavi che gli aveva descritto Brdget sulle chiavi di Henri, decide di assecondarlo per approfondire la cosa.
Il giorno seguente, Juliet incontra il professor Carpenter per informarlo che lei sa che è stato lui ad aggredire Tessa, nonostante lui neghi fermamente. Sconvolta poi, Juliet chiama il mandante di tutto il piano.
Bridget, parlando al telefono con Malcolm, gli confessa di volere che tutti la conoscano per Bridget, per la sua vera identità e che, prima o poi, vorrà dire ai suoi cari la verità.
Intanto, in lacrime, Juliet è al parco a parlare con il mandante della truffa riguardo alla sua paura per un possibile fallimento e, soprattutto, per la paura che prima o poi qualcuno scopra tutto. In quel momento si siede accanto a lei proprio chi si nasconde dietro a tutto: è sua madre Catherine.
- Ascolti USA: telespettatori 1 250 000 – rating 0,5[24]
- Ascolti Italia: telespettatori 926 000 – share 4,58%[23]

## P.S. You're An Idiot
- Titolo originale: P.S. You're An Idiot
- Diretto da: Allan Arkush
- Scritto da: Bob Berens

### Trama
Shioban è tornata a Parigi dove, dopo la visita dal dottore, non solo scopre di aspettare due gemelli ma scopre anche che i figli sono di Andrew. Scioccata, non riesce a dire la verità a Henry, entusiasta per la notizia.
Intanto, Andrew chiede a Bridget di sposarlo nuovamente e la donna, felice, accetta la proposta. L'indomani, la coppia riceve la benedizione di Juliet che accetta anche di essere la damigella d'onore di Bridget. Vista la situazione, e le minacce di Carpenter, Juliet torna a confidarsi con la madre che, infuriata, va a parlare con il professore: una volta faccia a faccia però, i due si baciano. Catherine e Carpenter infatti, erano d'accordo sin dall'inizio ma la donna ora, vuole che l'uomo stia alla larga da sua figlia. Quando però Juliet scrive alla madre di voler raccontare tutto a suo padre, la donna spinta da Carpenter, decide di scappare. Rinchiusi in un motel però, la donna mentre il professore è sotto la doccia, ruba i soldi e, minacciando l'uomo con un video, lo lascia solo e senza soldi. Dopo aver pagato l'uomo da lei ingaggiato per minacciare Tessa, la donna torna da Juliet che, ignara di tutto, si lascia rincuorare.
Intanto, Malcolm scopre qualche irregolarità nei conti della società di Andrew e, dopo aver informato anche Bridget della cosa, continua le sue ricerche anche su Olivia che, però, lo licenzia dopo averlo trovato a rubare dei documenti dal computer. Nonostante ciò, aiutato anche da Henri, Malcolm riesce a scoprire che la società utilizza lo "schema Ponzi" per truffare il rendimento.
I preparativi per il matrimonio prendono piede ma Bridget, rendendosi conto di voler sposare Andrew con la sua vera identità, riesce a prendere tempo, prendendo anche come spunto una scatola che Henri, sotto ordine di Shioban le ha consegnato, con all'interno vari documenti che avvalorano la teoria di frode sua e di Malcolm contro Olivia. Così, per chiarire meglio i suoi sentimenti ad Andrew, Bridget gli chiede sì più tempo per un bel matrimonio ma gli confessa anche della frode Ponzi di Olivia. In risposta, Andrew confessa alla donna di sapere della manovra ma che, dietro tutto, non c'è Olivia bensì lui stesso.
- Ascolti USA: telespettatori 1 150 000 – rating 0,4[25]
- Ascolti Italia: telespettatori 926 000 – share 4,58%[23]

## You're Way Too Pretty to Go to Jail
- Titolo originale: You're Way Too Pretty to Go to Jail
- Diretto da: Joshua Butler
- Scritto da: Jay Faerber & Cathryn Humphris

### Trama
A Parigi, Shioban incontra Tyler il quale, dopo averle consegnato dei documenti che incastrerebbero definitivamente Andrew, decide di denunciare i fatti per assicurare un futuro alla loro nuova futura famiglia.
A Manhattan, Bridget reagisce molto male dopo aver scoperto che Andrew ha architettato la truffa Ponzi e che, anche in precedenza, sua sorella aveva scoperto qualcosa e, delusa, ne parla con Malcolm il quale, preoccupato per l'amica, ha paura che ora Andrew possa ucciderla e, come ultima speranza, si rivolge a Henri. L'uomo, di contro, avverte subito Shioban che Malcolm sta cominciando a fare troppe domande e così, per calmare le cose, Shioban si finge Bridget per telefono e chiude ogni tipo di relazione con lui.
Andrew, confida a Olivia di aver raccontato tutto a Shioban riguardo ai loro movimenti e alla donna, preoccupata svela al collega che Tyler da Parigi è la talpa che sta per far crollare il loro impero. Andrew decide così di far tornare a New York l'uomo e, proprio in quel momento, Bridget ascolta la loro conversazione cominciando così a pensare che forse Malcolm ha ragione a temere per la sua incolumità. Così, preoccupata per sé, Bridget decide di andarsene per un po' via da casa.
Tyler è intanto tornato a New York e Bridget vorrebbe parlargli per capire meglio cosa stia succedendo ma, la donna, viene bloccata da Henry, sotto ordini di Shioban. Tyler così riesce a ottenere l'immunità da parte della Commissione di controllo ma, dopo aver parlato con Olivia che lo licenza, disperato chiama Shioban la quale però non sa come fare per aiutarlo. Prima di andarsene, Tyler riceve la visita di qualcuno in hotel e, quando Bridget riesce a salire in camera sua, trova l'uomo morto.
Machado intanto, riprende il caso di Macawi lavorando però a servizio di un altro agente il quale decide di togliere Bridget tra i testimoni chiave dell'omicidio di Shaylene Briggs di cui all'epoca, l'agente si innamorò. Convinto che Bridget sia un elemento chiave per il caso, Machado riceve la chiamata di Malcolm il quale, preoccupato per l'amica, decide di testimoniare contro Macawi riguardo al suo rapimento.
- Ascolti USA: telespettatori 1 250 000 – rating 0,5[26]
- Ascolti Italia: telespettatori 1 423 000 – share 8,42%[27]

## What We Have is Worth the Pain
- Titolo originale: What We Have Is Worth the Pain
- Diretto da: Howard Deutch
- Scritto da: Scott Nimerfro

### Trama
L'agente Machado si reca a New York per raccogliere la testimonianza di Malcolm, ignaro del fatto che l'uomo sembra come svanito nel nulla. Allo stesso modo, anche Bridget è preoccupata per la scomparsa dell'amico e, in parallelo con Machado, comincia a indagare insieme a Solomon. Insieme, i due risalgono ai filmati dell'albergo dove alloggiava l'amico e, riuscendo a prenderli prima di chiunque altro, i due scoprono che l'ultima persona ad aver visto Malcolm è stata Andrew. Impaurita, Bridget confessa a Solomon di aver paura che Andrew possa ucciderla e l'uomo, di contro, le confessa di aver capito da tempo che, in realtà, lei non sia Shioban bensì sua sorella ma che, nonostante questo, continuerà ad aiutarla.
Machado dal canto suo, chiede di vedere proprio Olivia e Andrew che, preoccupato, tenta invano di recuperare i filmati, già in possesso di Bridget.
Intanto, Shioban torna a New York dove, dopo aver scoperto della morte di Tyler, racconta tutta la verità a Henry il quale, ora, capisce il perché di tutte le azioni della donna e decide di continuare a sostenerla e aiutarla.
Juliette si reca all'albergo dalla madre dove incontra un ragazzo che le piace molto. Incontrando poi Tessa, la ragazza rimane scioccata quando l'amica riconosce quel ragazzo in colui che l'ha aggredita. Terrorizzata, Juliette corre dalla madre per fuggire ma, una volta nella sua stanza, capisce che in realtà c'è proprio lei dietro a tutto e, ancora più impaurita, se ne va minacciando la madre.
Bridget riceve un messaggio di Malcolm e, accompagnata da Solomon, si reca al loft, luogo dell'appuntamento. Una volta qui, Solomon la lascia sola e Bridget, con sorpresa, ha un incontro con Andrew. Impaurita, la donna si ricrede quando l'uomo le confessa ancora una volta il suo amore e quando, improvvisamente, qualcuno si muove dalle ombre del loft. Sentendo gli spari, Machado, giunto al loft, corre per controllare e trova Solomon intontito da una botta in testa, data lui dall'aggressore, e Bridget in lacrime con Andrew tra le braccia, ferito dal colpo sparato verso la donna: l'uomo infatti, si è messo tra Bridget e il proiettile per proteggerla.
- Ascolti USA: telespettatori 1 110 000 – rating 0,4[28]
- Ascolti Italia: telespettatori 1 423 000 – share 8,42%[27]

## That Woman's Never Been a Victim Her Entire Life
- Titolo originale: That Woman's Never Been a Victim Her Entire Life
- Diretto da: Scott White
- Scritto da: Hank Chilton

### Trama
Dopo la sparatoria, l'agente Machado prova a inseguire l'aggressore che, però, riesce a fuggire lasciando come unica traccia una carta dei tarocchi che, dopo varie ricerche, fa risalire l'agente a una lavanderia che però, lo porta in un vicolo cieco.
In ospedale intanto, Bridget è con Juliet quando arriva anche Henry, chiamato dalla ragazza che, una volta sinceratosi delle condizioni di Andrew, salvo dopo l'operazione, torna a casa dove decide di lasciare Shioban non credendo più a nessuna delle sue parole, convinto ancora di più dall'amore visto nella famiglia di Shioban, portato dalla sorella.
Svegliandosi, Andrew trova al suo fianco Bridget la quale, dopo averlo baciato e avergli detto che tornerà a casa, gli confessa che, già mesi prima, aveva subito un'aggressione durante la quale uccise il suo aggressore. Parlando, i due convengono che, sicuramente, Olivia si cela dietro tutti i delitti che stanno colpendo la Martin-Charles. Aiutati da Solomon, i due ottengono un indizio che, però, sembra non condurli a niente. Solo dopo, quando Juliet sparisce, in quanto non vuole trasferirsi a Miami con la madre, Bridget e Andrew capiscono cosa quei numeri indichino: sono l'indirizzo della scuola di Juliet.
Grazie però a degli indizi osservati da Bridget durante la preparazione della valigia di Juliet, la donna capisce che, questa volta, Olivia è innocente e che la ragazza è fuggita di sua spontanea volontà. Ritrovata, Juliet riesce a confidarsi con la matrigna e a raccontarle tutto il piano che la madre aveva inscenato. Tornate a casa, Bridget vorrebbe raccontare tutto ad Andrew ma viene bloccata dalla presenza di Machado che li informa del ritrovamento del corpo del probabile aggressore di Andrew: un uomo di Macawi che, probabilmente, avendo scambiato la presunta Shioban per sua sorella, la vuole morta. Inoltre, Machado aggiunge che, con molta probabilità, lo stesso aggressore abbia potuto uccidere Malcolm, i quali documenti sono stati ritrovati vicino al suo corpo.
Intanto Shioban, decide di raccontare tutta la verità ad Andrew, fermata solo dal repentino intervento di Henry che, scusandosi con la donna, le racconta tutta la verità su Tyler: l'ha ucciso lui durante un litigio scaturito dalla richiesta di Henry di avere indietro la pennetta USB contenente le informazioni riguardo alla società di Andrew. In tutta onestà, Henry informa la donna che ora, la pennetta l'ha consegnata a Tim, suo suocero, per convincerlo a ritirare i suoi soldi dalla Martin-Charles.
Nel mentre qualcuno, sta tenendo d'occhio anche Catherine e Juliet.

## Let's Kill Bridget!
- Titolo originale: Let's Kill Bridget!
- Diretto da: Jerry Levine
- Scritto da: Jay Faerber & Bob Berens

### Trama
Henry è in commissariato accusato di omicidio.
Bridget cade a terra vittima di un colpo che la uccide.
2 GIORNI PRIMA: Dopo il ritrovamento del mandante di Bodoway, Machado decide di mettere sotto sorveglianza la famiglia di Andrew ma l'uomo, stanco e preoccupato, attacca duramente l'agente che non può fare altro che andarsene e continuare le sue ricerche che, nuovamente, lo portano a controllare la lavanderia. Qui, osservando da lontano lo scambio di vestiti dopo la consegna di una carta dei tarocchi, Machado ferma l'uomo e, dopo averlo pestato ferocemente, capisce forse di aver esagerato. La cosa, arrivata ai suoi superiori, costa a Machado il ritiro della pistola e del distintivo.
Intanto Bridget, confessa a Solomon di voler testimoniare per mettere fine a tutta questa storia, così come avrebbe dovuto fare tempo prima. Incontrando Machado, la donna continua a fingersi Shioban e, d'accordo con l'agente decide di inscenare la sua morte per fermare una volta per tutte le minacce di Bodoway. Intanto da lontano, Shioban osserva tutta la scena, immaginando un incontro faccia a faccia con sua sorella, durante il quale finisce per ucciderla.
Andrew, visti i problemi finanziari, decide di vendere una delle sue case alla quale però, Juliet è molto legata. Per evitare la vendita a sconosciuti, Juliet chiede a Catherine di comprarla e la donna, per accontentare la figlia, entra in contatto con Tobias Schect, il principale acquirente, con il quale giunge a un accordo di 10milioni di dollari. Continuando il suo piano però, Catherine informa Andrew di voler comprare la casa e, l'uomo, accetta l'offerta. L'indomani Catherine, dopo aver controllato che i fondi siano stati trasferiti sul conto di Andrew, si reca all'appuntamento con Tobias al quale però, trova anche Andrew: l'uomo racconta all'ex moglie di come, d'accordo con Juliet che gli ha raccontato tutto, e con l'aiuto di Tobias, abbiano inscenato quel piano per riprendere i loro soldi e togliere, una volta per tutte, di mezzo la donna.
Henry, dopo aver provato invano a contattare Tim, decide di andare direttamente da lui e l'uomo, dopo aver fatto raccontare al genero come sia entrato in possesso di quelle informazioni, lo tranquillizza dicendogli che farà la cosa giusta. La sera, a casa, Henri riceve la visita della polizia che lo porta in commissariato con l'accusa di omicidio di Tyler informandolo che, la soffiata, è stata fatta proprio da suo suocero.
Bridget è con Machado a inscenare la sua morte quando, veramente, arriva un sicario che vuole ucciderla. Riuscendo grazie a Machado a salvarsi, i due riescono ora a vedere chi sia l'uomo: si tratta dello stesso che, mesi prima, aveva provato a ucciderla. Terrorizzata, Bridget lo racconta a Machado il quale, capendo che l'uomo vuole Shioban morta, vuole ora sapere tutta la verità, verità che forse Bridget non conosce.
Il telefono dell'assassino suona e Machado risponde senza ricevere risposta: all'altro capo c'è Catherine.

## If You're Just An Evil Bitch Then Get Over It
- Titolo originale: If You're Just an Evil Bitch Then Get Over It
- Diretto da: Roger Kumble
- Scritto da: Cathryn Humphris

### Trama
Dopo la sparatoria che l'ha vista coinvolta, Bridget avverte Andrew che, però, non riesce ad andare da lei a causa di Catherine: la donna ha infatti tentato il suicidio. Ricoverata, i dottori comunicano ad Andrew che, a differenza di quanto accaduto in passato, questa volta Catherine ha realmente tentato il suicidio e che, una volta dimessa, avrà bisogno di cure costanti. Così, per accontentare Juliet, Andrew, d'accordo con Shivette, accetta di tenere per qualche giorno a casa con loro Catherine, in attesa di un'infermiera in grado di seguirla 24 ore su 24.
Intanto l'agente Machado risale all'identità del killer di Shioban e, tramite lui, conta di risalire al mandante. D'accordo con un suo collega, nonché amico, Machado entra in casa del killer dove trova foto di Andrew e, con sorpresa, un cadavere. Riferendo tutto a Shioban, la donna si trova costretta a raccontare tutta la verità all'agente, compreso il fatto che, quell'uomo trovato da Machado, fu lei a ucciderlo per difesa personale. Ignari del fatto che Catherine li stia ascoltando, i due proseguono la loro conversazione e l'agente informa Bridget che stanno analizzando delle impronte sulla foto ritrovata in casa del killer.
Henri intanto, si vede sempre più coinvolto nell'omicidio di Tyler in quanto, ora, anche la donna delle pulizie testimonia contro di lui. Per sistemare le cose, Shioban tenta di corrompere la donna che, però, denuncia il fatto alla polizia che ora coinvolge anche Bridget la quale, parlando poi con Henri, capisce che l'uomo ha realmente ucciso Tyler. Intanto, su un altro fronte, Henri combatte la guerra contro suo suocero che, dopo avergli tolto i bambini, vuole fargliela pagare per il male fatto a sua figlia. Così, per andare ancora contro Henry, Tim riporta la chiavetta USB ad Andrew, salvando la sua società.
Juliet esce di casa lasciando sua madre e Shioban insieme. Le due prendono un tè quando, l'agente Machado, riceve i risultati delle analisi sulle impronte: il mandante del tentato omicidio di Shioban è proprio Catherine. Preoccupato, Machado prova a chiamare Shioban che, però, è stata drogata da Catherine e non ha il telefono accanto. Alzandosi, Bridget cerca per sbaglio nella borsa di Catherine il suo telefono, trovando però il cellulare che qualcuno le ha rubato: in quell'istante la donna capisce che dietro tutto c'è Catherine e, cadendo a terra, la donna glielo conferma, lasciandola lì tra un mare di pasticche che lei stessa le fa cadere addosso.

## It's Called Improvising, Bitch!
- Titolo originale: It's Called Improvising, Bitch!
- Diretto da: Janice Cooke
- Scritto da: Scott Nimerfro

### Trama
L'agente Machado sta correndo a casa Martin quando viene prelevato da due agenti federali e portato in questura dove, stanchi del suo comportamento, decidono di rimandarlo nel Wyoming.
Catherine intanto, inscena alla perfezione il suicidio di Bridget (Shioban) quando però, torna a casa Andrew. Riuscendo inizialmente a tenerlo lontano dalla vasca da bagno dove ha immerso Bridget (Shioban), Catherine non riesce a evitare che l'ex marito si accorga che qualcosa non va e, corso in bagno, l'uomo trova e salva Bridget (Shioban). A questo punto Catherine, si trova costretta a improvvisare e a minacciarli entrambi. La situazione degenera quando, sospettando di un commento della madre, Juliet torna a casa e trova la madre intenta a legare Andrew e Bridget (Shioban) con in mano una pistola. La ragazza prova a dissuaderla dal compiere un gesto troppo affrettato, ma la donna non si ferma. Pronta a uccidere Bridget (Shioban), Catherine si ferma solo quando riesce a sentire Olivia, riconosciuta anche da Andrew, e con una serie di flashback, la donna ricorda di come le due si siano innamorate e abbiano messo in atto tutto il piano. Mentre Catherine è al telefono con Olivia (che nel frattempo ha deciso di lasciare la donna anche per come si è evoluta la situazione), Bridget (Shioban) riesce a chiamare Machado il quale, ascoltando le parole sia di Bridget (Shioban), sia di Andrew, capisce che i due sono in pericolo.
Intanto la vera Shioban, vista la preoccupazione di Henry riguardo al suo processo, decide di andare di nuovo dall'unica testimone e, minacciandola con dei passaporti falsi, riesce a farle cambiare idea quando però, le donne vengono interrotte dall'arrivo del cliente della donna. Non sapendo cosa fare, la donna nasconde Shioban in un armadio. Quest'ultima da questa posizione osserva il sopraggiungere della morte della donna-testimone causata dall'assunzione di troppa droga. Riuscita a uscire da quella casa, Shioban corre in ospedale dove partorisce. Henry, saputo che la testimone è morta, e felice per la nascita delle gemelle, decide di richiedere il test di paternità, di nascosto da Shioban.
Catherine riesce a contattare di nuovo Olivia la quale la convince ad andare da lei, sotto minaccia di Machado. Catherine però, vuole uccidere Bridget (Shioban) la quale, per evitare troppi traumi a Juliet, decide di andare con lei. Arrivate a casa da Olivia, Catherine vedendo Machado prova a fuggire ma viene poi fermata. Arrestata, la donna fa una sfuriata a Bridget (Shioban) che, ascoltando quelle parole, rimane impietrita.

## I'm the Good Twin
- Titolo originale: I'm the Good Twin
- Diretto da: Eriq La Salle
- Scritto da: Eric Charmelo & Nicole Snyder

### Trama
Manca poco alle nozze e Bridget è decisa a dire tutta la verità ad Andrew e Juliet, nonostante Solomon le consigli di non farlo. L'intento di raccontare la verità alla famiglia, fallisce in quanto Bridget (Shioban) rimane colpita dalle promesse che Andrew le farà all'altare e così, la donna, decide di rimandare le confessioni all'indomani, giorno della festa pre-viaggio.
L'agente Machado intanto, è stato riassunto dall'FBI, a patto che rimanga lontano dal caso Macawi.
In città, Bridget (Shioban) riceve la visita di Jimmy Kepner che, evaso, vuole dei soldi da lei facendo scoprire alla donna che, mesi prima, la vera Shioban l'aveva assunto. Non potendo fare altro, Bridget (Shioban) lo paga ma, prima di scappare, Jimmy viene trovato da Macawi che lo uccide non prima di averlo informato di sapere che Bridget si nasconde a New York, ignaro dell'esistenza di una gemella.
La vera Shioban legge la posta di Henry e scopre che l'uomo ha fatto il test di paternità che mostra che lui non è il padre delle gemelle. Mentendogli però, Shioban gli lascia credere che le gemelle siano sue, ignara del fatto che Henry sappia già la verità. Poco dopo, Henry mette al corrente del fatto Shioban e, arrabbiato, la caccia di casa dicendole di non amarla più.
Il momento della festa è arrivato e tutti stanno aspettando l'arrivo di Andrew che, fermato in ufficio da Tim Aborgast (suo nuovo capo), rientra su tutte le furie: Tim lo ha infatti informato della relazione tra la vera Shioban e Henry. Dopo aver urlato contro Bridget (Shioban) che il loro matrimonio è finito, la festa viene sospesa. Rimasta sola, Bridget (Shioban) scopre che Jimmy è stato ucciso e, impaurita, chiama subito Machado.
Poco dopo, Bridget (Shioban) ha un confronto diretto con Andrew, al quale decide di raccontare tutta la verità: di risposta, Andrew deluso dal comportamento di Bridget, la manda via per poi andare a dare un pugno a Henry. Prima di andarsene, Bridget si reca da Juliet alla quale racconta tutta la verità, ottenendo di contro la stessa reazione del padre.
Non sapendo dove andare, la vera Shioban torna al suo appartamento per prendere i gioielli ma qui viene attaccata da Macawi che la crede Bridget. Poco dopo, la vera Bridget, al telefono con Solomon, rientra e riesce a salvare sua sorella Shioban (pensando quella in pericolo fosse Juliet) e a uccidere Macawi, grazie anche l'intervento di Machado, tornato proprio per lei.
Fuggita, la vera Shioban torna in ospedale, ferma sull'idea di riprendersi indietro la sua vita.
Bridget rimane sola con Solomon il quale la informa che in casa non potevano esserci né Andrew né Juliet, partiti per un viaggio e, ancora, le mostra un video nel quale si vede Shioban tre ore dopo il suo presunto suicidio. Scioccata, Bridget si reca da Henry presentandosi come sé stessa e scoprendo che l'uomo sa già tutto. Piena di domande, Bridget riesce a scoprire grazie a Henry, che sua sorella la vuole morta a causa di quanto fatto a suo figlio Sean.